# Ортис де Мендибиль, Хосе Мария
Хосе́ Мари́я Орти́с де Менди́биль Монастерио (исп. José María Ortiz de Mendíbil Monasterio; 11 августа 1926, Португалете, Страна Басков — 15 сентября 2015, Альгорта, Страна Басков) — футбольный судья.
Судил 241 матчей испанского чемпионата в 1953—1973 годах, международные игры под эгидой ФИФА в 1959—1973 годах.
Обслуживал финалы Межконтинетального кубка 1964 года, Кубка европейских чемпионов 1969 года, Кубка обладателей кубков 1968, 1972 годов и переигровку финала чемпионата Европы 1968 года.
В карьере Ортиса де Мендибиля случались и скандалы. Так, в сезоне 1966/67 чемпионата Испании в матче между футбольными клубами «Реал Мадрид» и «Барселона» вместо 90 минут игрового времени было сыграно на 11 минут больше игрового времени. Позже этот инцидент Ортис де Мендибиль объяснил остановкой своих часов.